# Clémence Beikes
Clémence Beikes, född den 19 oktober 1983 i Grande-Synthe, Frankrike, är en fransk basketspelare som tog OS-silver i dambasket vid olympiska sommarspelen 2012 i London.